# Saint-Nizier-le-Bouchoux
Pour les articles homonymes, voir Nizier.
Saint-Nizier-le-Bouchoux est une commune française située dans le département de l'Ain, en région Auvergne-Rhône-Alpes.

## Géographie
Saint-Nizier-le-Bouchoux fait partie de la Bresse. Les rivières de la Sâne Vive et de la Sâne Morte coulent sur le territoire communal.

### Communes limitrophes
|                  | Curciat-Dongalon         | Varennes-Saint-Sauveur (Saône-et-Loire) |
| Courtes          | Saint-Nizier-le-Bouchoux | Cormoz                                  |
| Mantenay-Montlin | Lescheroux               |                                         |

### Climat
Pour des articles plus généraux, voir Climat d'Auvergne-Rhône-Alpes et Climat de l'Ain.
En 2010, le climat de la commune est de type climat océanique dégradé des plaines du Centre et du Nord, selon une étude du CNRS s'appuyant sur une série de données couvrant la période 1971-2000. En 2020, Météo-France publie une typologie des climats de la France métropolitaine dans laquelle la commune est exposée à un climat semi-continental et est dans la région climatique Bourgogne, vallée de la Saône, caractérisée par un bon ensoleillement (1 900 h/an), un été chaud (18,5 °C), un air sec au printemps et en été et des vents faibles.
Pour la période 1971-2000, la température annuelle moyenne est de 11,3 °C, avec une amplitude thermique annuelle de 17,8 °C. Le cumul annuel moyen de précipitations est de 1 022 mm, avec 11,9 jours de précipitations en janvier et 8 jours en juillet. Pour la période 1991-2020, la température moyenne annuelle observée sur la station météorologique de Météo-France la plus proche, « Varennes-st-sa », sur la commune de Varennes-Saint-Sauveur à 7 km à vol d'oiseau, est de 12,1 °C et le cumul annuel moyen de précipitations est de 1 043,2 mm,. Pour l'avenir, les paramètres climatiques de la commune estimés pour 2050 selon différents scénarios d'émission de gaz à effet de serre sont consultables sur un site dédié publié par Météo-France en novembre 2022.

## Urbanisme

### Typologie
Au 1er janvier 2024, Saint-Nizier-le-Bouchoux est catégorisée commune rurale à habitat très dispersé, selon la nouvelle grille communale de densité à 7 niveaux définie par l'Insee en 2022.
Elle est située hors unité urbaine. Par ailleurs la commune fait partie de l'aire d'attraction de Bourg-en-Bresse, dont elle est une commune de la couronne,. Cette aire, qui regroupe 80 communes, est catégorisée dans les aires de 50 000 à moins de 200 000 habitants,.

### Occupation des sols
L'occupation des sols de la commune, telle qu'elle ressort de la base de données européenne d’occupation biophysique des sols Corine Land Cover (CLC), est marquée par l'importance des territoires agricoles (85,9 % en 2018), une proportion sensiblement équivalente à celle de 1990 (86,1 %). La répartition détaillée en 2018 est la suivante :
terres arables (35 %), zones agricoles hétérogènes (26,9 %), prairies (24 %), forêts (12 %), zones urbanisées (2 %).
L'évolution de l’occupation des sols de la commune et de ses infrastructures peut être observée sur les différentes représentations cartographiques du territoire : la carte de Cassini (XVIIIe siècle), la carte d'état-major (1820-1866) et les cartes ou photos aériennes de l'IGN pour la période actuelle (1950 à aujourd'hui).

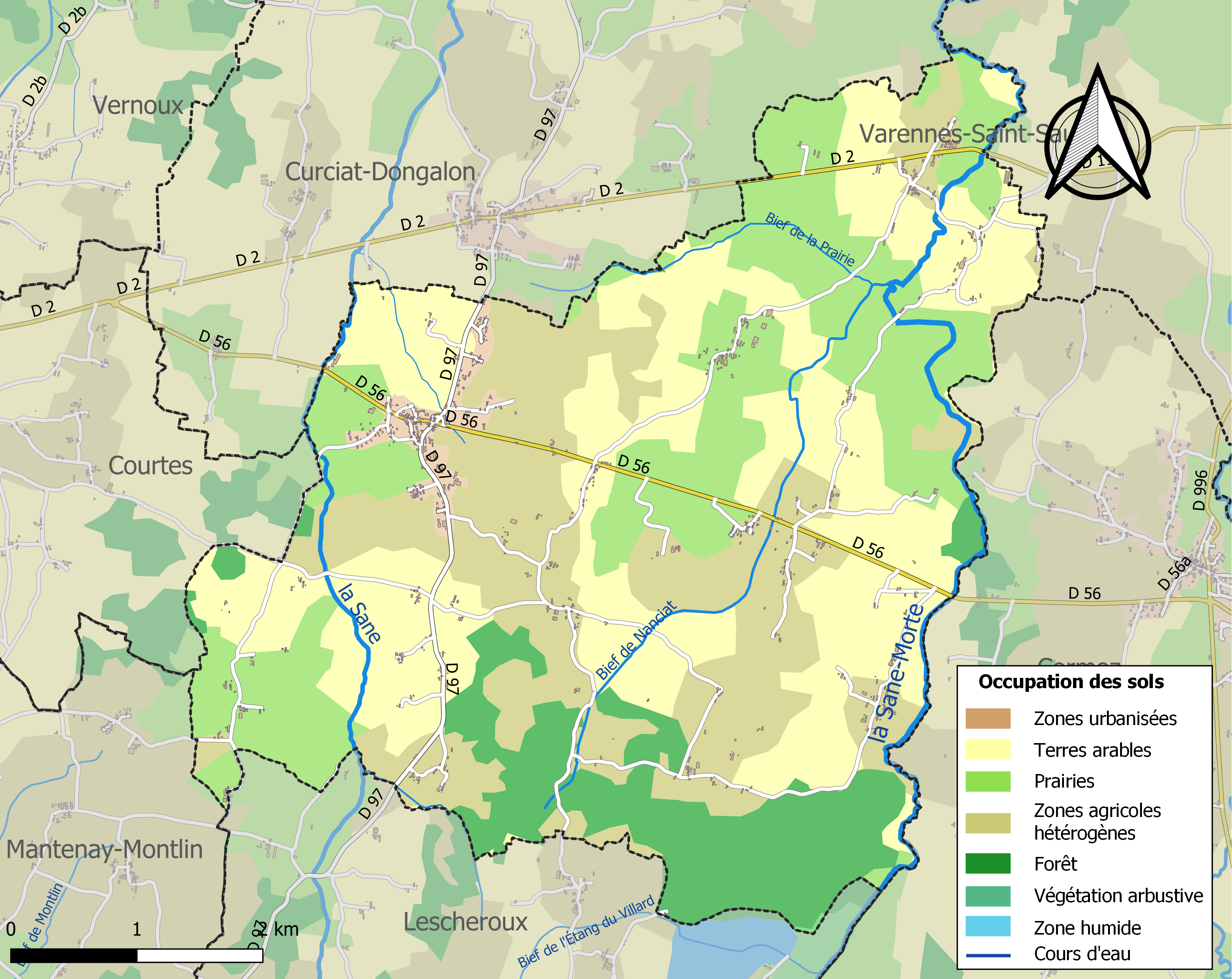
Carte des infrastructures et de l'occupation des sols de la commune en 2018 (CLC).

## Toponymie
Bouchoux viendrait de « boscus », bois, pays de bois.
Un lieu-dit se nomme le Bout du monde  à Saint-Nizier-le-Bouchoux.

## Histoire

### Moyen Âge
Différents documents indiquent que la commune était par le passé identifiée sous le vocable de Saint-Nizier puis de Saint-Antoine. On peut supposer qu'elle était sous la protection de l'un ou l'autre des deux saints. Vers l'an 1000, des gentilshommes portent le nom de Saint Nizier dont le plus ancien est Geoffroy de Saint Nizier. En l'an 1100, on parle du Fief Duramus et Wido de Santo Niction. En 1250, on fait état du prieuré Santo Niciatuis. En 1325, le village est placé sous le patronage de saint Nizier : Santus Nicetuis. De 1350 à 1492, le nom est alors Santus Nicetuis juxta curtus, c'est-à-dire Saint-Nizier-de Courtes puis en Bresse.

### Renaissance et Révolution française
En 1536, il devient Saint-Nizier. En 1601 et par le traité de Lyon, Saint-Nizier, qui faisait partie de le « Bresse savoyarde », est rattaché au royaume de France. En 1650 le village devient Saint-Nizier-le-Bouchoux. En 1793 et pendant la Révolution française, il prend le nom de Nizier-la-Liberté, puis il reprend son nom actuel.

## Politique et administration

### Découpage territorial
La commune de Saint-Nizier-le-Bouchoux est membre de la communauté d'agglomération du Bassin de Bourg-en-Bresse, un établissement public de coopération intercommunale (EPCI) à fiscalité propre créé le 1er janvier 2017 dont le siège est à Bourg-en-Bresse. Ce dernier est par ailleurs membre d'autres groupements intercommunaux.
Sur le plan administratif, elle est rattachée à l'arrondissement de Bourg-en-Bresse, au département de l'Ain et à la région Auvergne-Rhône-Alpes. Sur le plan électoral, elle dépend du  canton de Replonges pour l'élection des conseillers départementaux, depuis le redécoupage cantonal de 2014 entré en vigueur en 2015, et de la première circonscription de l'Ain  pour les élections législatives, depuis le dernier découpage électoral de 2010.

### Administration municipale

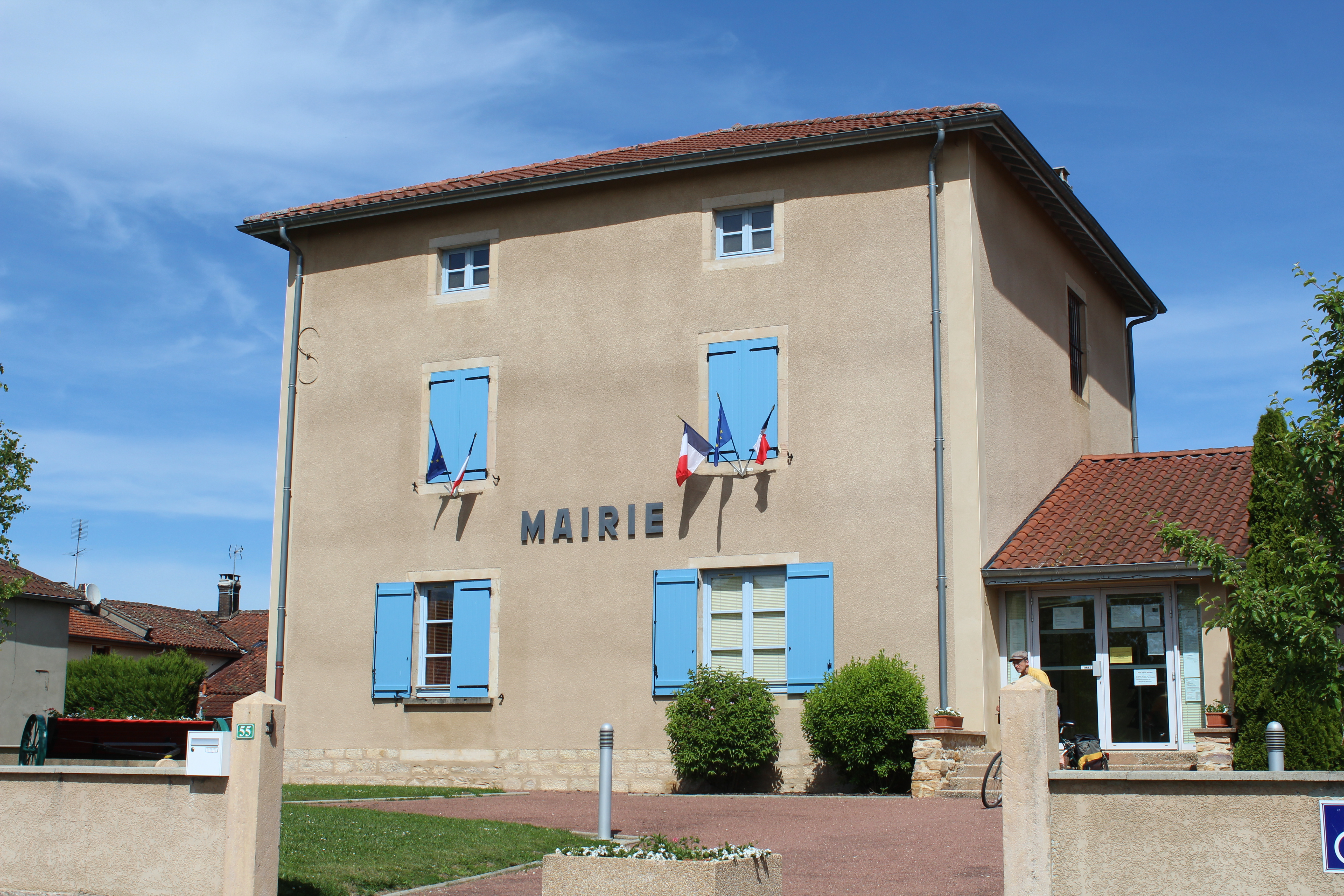
Mairie.

| Période                                  | Période    | Identité                         | Étiquette | Qualité                               |
| ---------------------------------------- | ---------- | -------------------------------- | --------- | ------------------------------------- |
| 1800                                     | 1808       | Antoine VÉLON                    |           |                                       |
| 1808                                     | 1816       | Denis Joseph PILLIET             |           |                                       |
| 1816                                     | 1822       | Antoine VÉLON                    |           |                                       |
| 1822                                     | 1830       | Claude CULAZ                     |           |                                       |
| 1830                                     | 1837       | Étienne BERNARD                  |           |                                       |
| 1837                                     | 1864       | Pierre Joseph VÉLON DIT LYONNAIS |           |                                       |
| 1865                                     | 1870       | Claude Joseph Marie VIALET       |           |                                       |
| 1870                                     | 1871       | Jules COLAS                      |           |                                       |
| 1871                                     | 1875       | Prosper GIROUD                   |           |                                       |
| 1875                                     | 1876       | Auguste Claudius MAÎTREPIERRE    |           |                                       |
| 1876                                     | 1878       | Félix PERNET                     |           |                                       |
| 1878                                     | 1883       | Pierre Marie FERRIER             |           |                                       |
| 1883                                     | 1889       | Félix PERNET                     |           |                                       |
| 1889                                     | 1904       | Claude Marie CABUT               |           |                                       |
| 1904                                     | 1909       | Auguste MAÎTREPIERRE             |           |                                       |
| 1909                                     | 1925       | Eugène CULAS                     |           |                                       |
| 1925                                     | 1935       | Claudius MAÎTREPIERRE            |           |                                       |
| 1935                                     | 1941       | Henri MAÎTREPIERRE               |           |                                       |
| 1941                                     | 1944       | Georges FÉLIX                    |           |                                       |
| 1944                                     | avril 1945 | Fernand MASSON                   |           |                                       |
| avril 1945                               | 1959       | Henri MAÎTREPIERRE               |           |                                       |
| 1959                                     | 1977       | Aimé RONGEAT                     |           |                                       |
| mars 1977                                | mars 2001  | Jean Pépin                       | UDF       | Sénateur Président du conseil général |
| mars 2001                                | En cours   | Valérie GUYON                    | LR        | Conseillère départementale            |
| Les données manquantes sont à compléter. |            |                                  |           |                                       |

## Population et société

### Démographie
L'évolution du nombre d'habitants est connue à travers les recensements de la population effectués dans la commune depuis 1793. Pour les communes de moins de 10 000 habitants, une enquête de recensement portant sur toute la population est réalisée tous les cinq ans, les populations de référence des années intermédiaires étant quant à elles estimées par interpolation ou extrapolation. Pour la commune, le premier recensement exhaustif entrant dans le cadre du nouveau dispositif a été réalisé en 2005.
En 2022, la commune comptait 589 habitants, en évolution de −13,76 % par rapport à 2016 (Ain : +5,15 %, France hors Mayotte : +2,11 %).
| 1793  | 1800  | 1806  | 1821  | 1831  | 1836  | 1841  | 1846  | 1851  |
| ----- | ----- | ----- | ----- | ----- | ----- | ----- | ----- | ----- |
| 1 651 | 1 695 | 1 581 | 1 491 | 1 544 | 1 572 | 1 655 | 1 650 | 1 746 |

| 1856  | 1861  | 1866  | 1872  | 1876  | 1881  | 1886  | 1891  | 1896  |
| ----- | ----- | ----- | ----- | ----- | ----- | ----- | ----- | ----- |
| 1 708 | 1 679 | 1 670 | 1 649 | 1 743 | 1 679 | 1 655 | 1 700 | 1 673 |

| 1901  | 1906  | 1911  | 1921  | 1926  | 1931  | 1936  | 1946  | 1954  |
| ----- | ----- | ----- | ----- | ----- | ----- | ----- | ----- | ----- |
| 1 601 | 1 579 | 1 587 | 1 418 | 1 391 | 1 364 | 1 247 | 1 225 | 1 115 |

| 1962  | 1968 | 1975 | 1982 | 1990 | 1999 | 2005 | 2006 | 2010 |
| ----- | ---- | ---- | ---- | ---- | ---- | ---- | ---- | ---- |
| 1 025 | 886  | 743  | 657  | 625  | 546  | 713  | 735  | 703  |

| 2015 | 2020 | 2022 | - | - | - | - | - | - |
| ---- | ---- | ---- | - | - | - | - | - | - |
| 682  | 612  | 589  | - | - | - | - | - | - |

### Événements
La fête patronale de la commune a lieu chaque année le 1er week-end de juin. Le Comité des Fêtes organise également chaque été le 2e dimanche de juillet la Fête du poulet de Bresse. Cette fête réunit chaque année depuis 1983 plus de 2 000 personnes au plan d'eau de Mépillat où celles-ci viennent déguster des volailles rôties à la braise.

## Économie
Sur le territoire communal, se trouve également un camping à l'abord du plan d'eau de Mépillat, destiné à la pêche.

## Culture et patrimoine

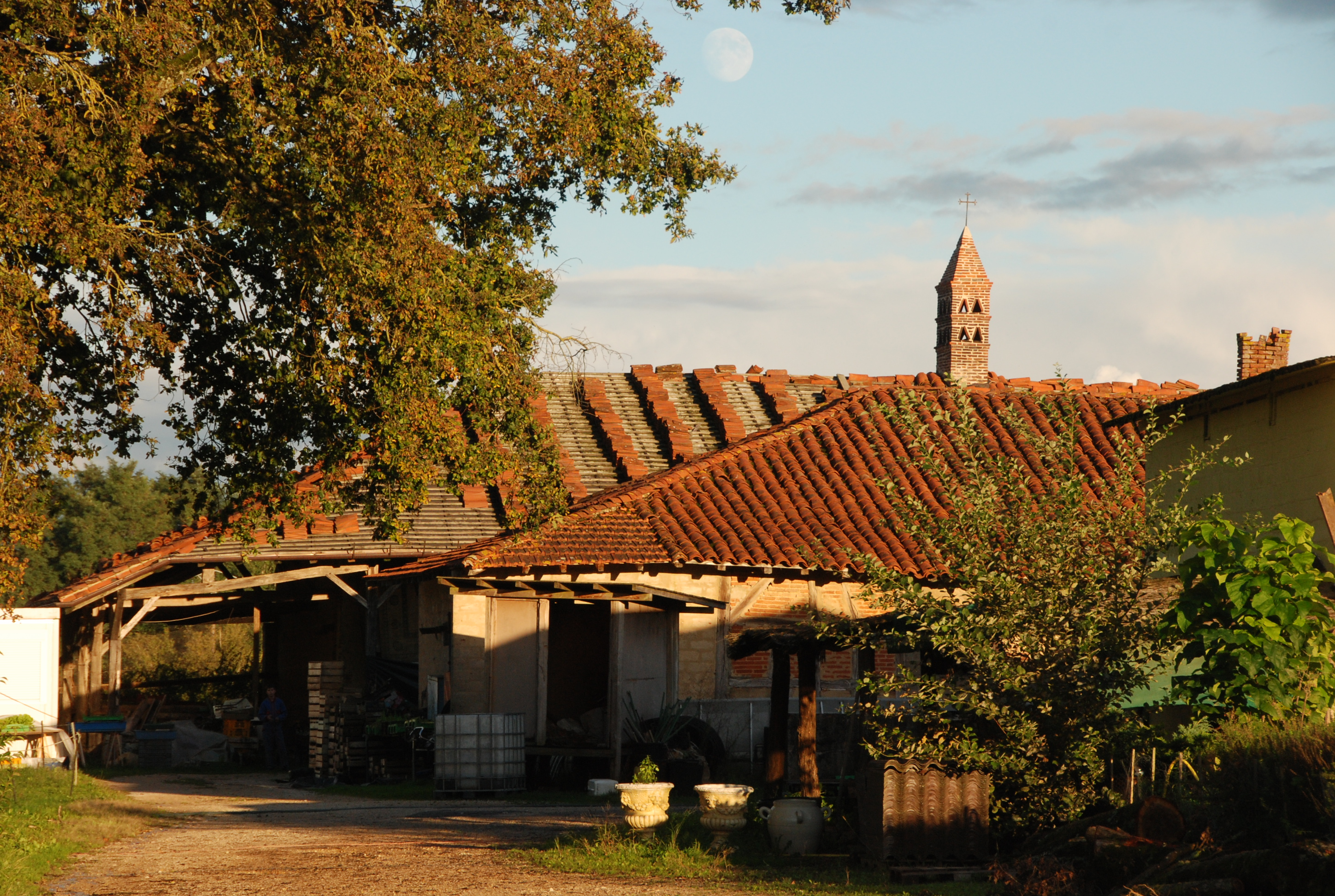
Ferme Bourbon.

### Lieux et monuments
- Église Saint-Antoine de Saint-Nizier-le-Bouchoux.
- Ferme Bourbon et sa cheminée sarrasine, édifice classé au titre des monuments historiques en 1944[18].
- Le monument aux morts, surmonté de la statue Le Poilu victorieux, réalisée par Eugène Bénet.

### Personnalités liées à la commune
- Jean Pépin, homme politique français, a été maire de la commune de 1977 à 2001.